# 마산동중학교
마산동중학교(馬山東中學校)는 대한민국 경상남도 창원시 마산회원구 회원동에 있는 공립 중학교이다.

## 학교 연혁
- 1951년 9월 1일 : 학제 변경, 마산상업중학교에서 마산동중학교로 분리 설치 인가(18학급)
- 1952년 3월 27일 : 제1회 졸업식(졸업생 369명)
- 1955년 5월 30일 : 현 교사 준공
- 2023년 1월 5일 : 제72회 졸업식(졸업생 141명, 누계 35,188명)
- 2023년 3월 1일 : 제31대 강주현 교장 취임
- 2023년 3월 2일 : 입학식(5학급 146명)

## 참고 자료
- 마산동중학교 - 한국교육학술정보원 학교알리미